# Manic Nirvana
A Manic Nirvana Robert Plant, a Led Zeppelin legendás énekesének szólóalbuma, amely 1990. március 19-én jelent meg Plant saját kiadója az Es Paranza gondozásában.
A Rhino Entertainment jelentette meg az újrakevert kiadását 2007. március 20-án. Az album szerepel a Nine Lives díszdobozos kiadáson is.

## Számok listája
1. Hurting Kind (I've Got My Eyes on You) – 4:04
2. Big Love – 4:24
3. S S S & Q – 4:38
4. I Cried – 4:59
5. She Said – 5:10
6. Nirvana – 4:36
7. Tie Dye on the Highway – 5:15
8. Your Ma Said You Cried in Your Sleep Last Night – 4:36
9. Anniversary – 5:02
10. Liars Dance – 2:40
11. Watching You – 4:19

2007-ben újrakevert kiadás
1. Oompah (Watery Bint)
2. One Love
3. Don't Look Back

## Közreműködők
- Robert Plant – Ének, producer
- Rob Stride – Ének
- Laila Cohen – Ének
- Micky Groome – Ének
- Carolyn Harding – Ének
- Jerry Wayne – Ének
- Siddi Makain Mushkin – Ének
- Chris Blackwell – Gitár, dob
- Doug Boyle – Gitár
- Phil Johnstone – Gitár, billentyűs hangszerek, producer
- Charlie Jones – Basszus gitár

További közreműködők
- Mark "Spike" Stent – Producer, hangmérnök
- Michael Butterworth – Hangmérnök asszisztens
- Jeremy Wheatley – Hangmérnök asszisztens
- Bill Price – Keverés

## Helyezések
Album – Billboard (Észak Amerika)
| Év   | Lista             | Helyezés |
| ---- | ----------------- | -------- |
| 1990 | The Billboard 200 | 13       |

Kislemezek – Billboard (Észak-Amerika)
| Év   | Kislemez                                        | Lista                  | Helyezés |
| ---- | ----------------------------------------------- | ---------------------- | -------- |
| 1990 | Big Love                                        | Mainstream Rock Tracks | 35       |
| 1990 | Hurting Kind (I've Got My Eyes on You)          | Mainstream Rock Tracks | 1        |
| 1990 | Hurting Kind (I've Got My Eyes on You)          | The Billboard Hot 100  | 46       |
| 1990 | I Cried                                         | Mainstream Rock Tracks | 39       |
| 1990 | Tie Dye on the Highway                          | Mainstream Rock Tracks | 6        |
| 1990 | Your Ma Said You Cried in Your Sleep Last Night | Mainstream Rock Tracks | 8        |

## Külső hivatkozások
- Robert Plant hivatalos honlapja